# مارتن باتلر (لاعب كرة قدم)
مارتن باتلر (بالإنجليزية: Martin Butler)‏ (15 سبتمبر 1974 في المملكة المتحدة - ) هو لاعب كرة قدم بريطاني في مركز الهجوم. لعب مع غريمسبي تاون وكامبريدج يونايتد ونادي بيرتن ألبيون ونادي روذرهام يونايتد ونادي ريدنغ ونادي والسول ونادي ووستر سيتي.

## وصلات خارجية
- مارتن باتلر على موقع قاعدة بيانات كرة القدم.إي يو (الإنجليزية)
- مارتن باتلر على موقع Soccerbase.com (لاعب) (الإنجليزية)